# Medininkai
Medininkai (Polonais : Miedniki Królewskie, Biélorusse : Меднікі) est un village de Lituanie, situé à 26 km de Vilnius et à 2 km de la frontière avec la Biélorussie. Selon le recensement de 2001, le village comptait 508 habitants. Medininkai est le centre administratif d'un conseil des anciens. Selon un rapport du conseil des anciens de 2010, il y avait 1374 habitants, dont 92,3 % étaient polonais, 3,2 % lituaniens et 2,9 % russes.
Le village est situé sur le plateau de Medininkai, à proximité des points les plus élevés de Lituanie, les monts Juozapiné et Aukštojas. Le village est célèbre pour les ruines du château de Medininkai.
Le 31 juillet 1991, le poste frontière de Medininkai a été attaqué par les forces soviétiques de l'OMON. Sept Lituaniens ont été abattus et un huitième, Tomas Šernas, a été grièvement blessé.
Le village apparaît en 2007 dans le film Hannibal Lecter.